# Монич, Карп Арсентьевич
Карп Арсентьевич Монич (25 октября 1925 — до 2012) — советский и украинский общественный деятель.

## Биография
Родился 25 октября 1925 года в селе Половли. В 17 лет вступил в партизанский отряд. С марта 1943 по июль 1944 — боец отряда им. Чапаева, разведчик. Старший лейтенант. Его имя упоминается в повести И. П. Новикова «По ту сторону фронта».
После окончания войны Карп Монич около года жил в Мизочском районе Ровенской области. После чего, вернувшись в родной район работал райинспектором статуправления. В 1949 году избран председателем степангородского колхоза, а уже в следующем году — первым секретарём владимирецкого райкома комсомола.
После обучения в 1951—1954 годах во Львовской партийной школе заведовал парткабинетом, а с 1963 года — заведующий отделом пропаганды и агитации райкома Компартии. Возглавлял Володимирецкий поселковый совет. В 1965 году избран заместителем председателя Владимирецкого райисполкома. Член Коммунистической партии Украины с 1988 года.
Активист движения советских ветеранов. До 22 декабря 2005 года возглавлял Володимирецкий районный совет ветеранов войны и труда. Почётный председатель Владимирецкой районной ветеранской организации ветеранов войны, труда, детей войны, Вооружённых Сил Украины и правоохранительных органов. 6 октября 1994 года получил Почётный знак отличия Президента Украины за личные заслуги в развитии ветеранского движения, активную общественную деятельность.
Вместе с женой, руководительницей колхоза Монич (Клишко) Александрой Николаевной, воспитал троих сыновей: Игоря, Валерия, Юрия (заслуженный строитель Украины).